# Association sportive de Béziers
 (février 2024).
Si vous disposez d'ouvrages ou d'articles de référence ou si vous connaissez des sites web de qualité traitant du thème abordé ici, merci de compléter l'article en donnant les références utiles à sa vérifiabilité et en les liant à la section « Notes et références ».
Pour les articles homonymes, voir AS Béziers.
Cet article concerne l'Association Sportive de Béziers, un club disparu. Pour le club actuel de la ville de Béziers, voir Avenir Sportif Béziers.
Ne doit pas être confondu avec Association sportive de Béziers Hérault.
Maillots
L'Association sportive de Béziers est un club français de football situé à Béziers, fondé sous le nom de Stade olympien biterrois et disparu en 1990.
Malgré une brève apparition en Division 2 en 1934, ce n'est qu'après la Seconde Guerre mondiale que le club biterrois va se faire connaître. Le club va patienter douze saisons avant d'atteindre enfin la Division 1 où il ne va faire qu'une brève apparition. Le club va alors stagner en Division 2 en dépit de quelques écarts vite rattrapés en 1970 et en 1973. Mais son déclin sportif et financier débute en 1986 pour se terminer par la liquidation du club en 1990.
Le club évoluait principalement au Parc des Sports de Sauclières, qui restera son antre jusqu'à sa disparition, devenant par la suite le stade de l'Avenir Sportif Béziers.

## Histoire
En 1918, le Stade Béziers Sport devient le Stade olympien biterrois.
En 1932, le club devient l'Association Sportive de Béziers à l'occasion d'un rapprochement avec le grand club omnisports de la ville, mais cette union ne dure qu'un an.
Dès 1933, le club retrouve son nom de Stade olympien biterrois puis en absorbant quatre clubs locaux devient l'Entente Sportive Biterroise en 1935.
À la suite d'un nouveau rapprochement avec le club omnisports de la ville en 1939, l'ESB devient la section football de l'AS Béziers jusque dans les années 1990 où il disparaît définitivement.
En 1961-1962, l'AS Béziers participe à l'éphémère Coupe anglo-franco-écossaise, jouant contre le Derby County FC (2-2 en score cumulé).

## Identité du club

### Noms et blasons du club
Le nom du club a subi de nombreux changements tout au long de son histoire. Initialement Stade Béziers Sport le club devient le Stade Olympien Biterrois en 1918. Après une première tentative de rapprochement avec l'AS Béziers en[1933, le club fusionne finalement avec d'autres clubs locaux pour former en 1935 l’Entente Sportive Biterroise. Enfin, en 1939, le club est absorbé le club omnisports de Béziers et devient la section football de l’Association sportive de Béziers.
|                        |                        |                        |                        |                        |                        |  |  | Stade Béziers Sport (1911-1918) |                           |                           |                           |                           |                           |  |  |                        |                        |                        |                        |                        |                        |  |  |  |  |  |  |  |  |  |  |  |  |  |  |  |  |
|                        |                        |                        |                        |                        |                        |  |  |                                 |                           |                           |                           |                           |                           |  |  |                        |                        |                        |                        |                        |                        |  |  |  |  |  |  |  |  |  |  |  |  |  |  |  |  |
|                        |                        |                        |                        |                        |                        |  |  | SO Biterrois (1918-1932)        | SO Biterrois (1918-1932)  | SO Biterrois (1918-1932)  | SO Biterrois (1918-1932)  | SO Biterrois (1918-1932)  | SO Biterrois (1918-1932)  |  |  | AS Béziers (Omnisport) | AS Béziers (Omnisport) | AS Béziers (Omnisport) | AS Béziers (Omnisport) | AS Béziers (Omnisport) | AS Béziers (Omnisport) |  |  |  |  |  |  |  |  |  |  |  |  |  |  |  |  |
|                        |                        |                        |                        |                        |                        |  |  | SO Biterrois (1918-1932)        | SO Biterrois (1918-1932)  | SO Biterrois (1918-1932)  | SO Biterrois (1918-1932)  | SO Biterrois (1918-1932)  | SO Biterrois (1918-1932)  |  |  | AS Béziers (Omnisport) | AS Béziers (Omnisport) | AS Béziers (Omnisport) | AS Béziers (Omnisport) | AS Béziers (Omnisport) | AS Béziers (Omnisport) |  |  |  |  |  |  |  |  |  |  |  |  |  |  |  |  |
|                        |                        |                        |                        |                        |                        |  |  |                                 |                           |                           |                           |                           |                           |  |  |                        |                        |                        |                        |                        |                        |  |  |  |  |  |  |  |  |  |  |  |  |  |  |  |  |
|                        |                        |                        |                        |                        |                        |  |  | AS Béziers (1932-1933)          |                           |                           |                           |                           |                           |  |  |                        |                        |                        |                        |                        |                        |  |  |  |  |  |  |  |  |  |  |  |  |  |  |  |  |
|                        |                        |                        |                        |                        |                        |  |  |                                 |                           |                           |                           |                           |                           |  |  |                        |                        |                        |                        |                        |                        |  |  |  |  |  |  |  |  |  |  |  |  |  |  |  |  |
|                        |                        |                        |                        |                        |                        |  |  |                                 |                           |                           |                           |                           |                           |  |  |                        |                        |                        |                        |                        |                        |  |  |  |  |  |  |  |  |  |  |  |  |  |  |  |  |
| AS Béziers (Omnisport) | AS Béziers (Omnisport) | AS Béziers (Omnisport) | AS Béziers (Omnisport) | AS Béziers (Omnisport) | AS Béziers (Omnisport) |  |  | SO Biterrois (1933-1935)        | SO Biterrois (1933-1935)  | SO Biterrois (1933-1935)  | SO Biterrois (1933-1935)  | SO Biterrois (1933-1935)  | SO Biterrois (1933-1935)  |  |  | Autres clubs           | Autres clubs           | Autres clubs           | Autres clubs           | Autres clubs           | Autres clubs           |  |  |  |  |  |  |  |  |  |  |  |  |  |  |  |  |
| AS Béziers (Omnisport) | AS Béziers (Omnisport) | AS Béziers (Omnisport) | AS Béziers (Omnisport) | AS Béziers (Omnisport) | AS Béziers (Omnisport) |  |  | SO Biterrois (1933-1935)        | SO Biterrois (1933-1935)  | SO Biterrois (1933-1935)  | SO Biterrois (1933-1935)  | SO Biterrois (1933-1935)  | SO Biterrois (1933-1935)  |  |  | Autres clubs           | Autres clubs           | Autres clubs           | Autres clubs           | Autres clubs           | Autres clubs           |  |  |  |  |  |  |  |  |  |  |  |  |  |  |  |  |
|                        |                        |                        |                        |                        |                        |  |  |                                 |                           |                           |                           |                           |                           |  |  |                        |                        |                        |                        |                        |                        |  |  |  |  |  |  |  |  |  |  |  |  |  |  |  |  |
|                        |                        |                        |                        |                        |                        |  |  | ES Biterroise (1935-1939)       | ES Biterroise (1935-1939) | ES Biterroise (1935-1939) | ES Biterroise (1935-1939) | ES Biterroise (1935-1939) | ES Biterroise (1935-1939) |  |  | AS Béziers (Omnisport) | AS Béziers (Omnisport) | AS Béziers (Omnisport) | AS Béziers (Omnisport) | AS Béziers (Omnisport) | AS Béziers (Omnisport) |  |  |  |  |  |  |  |  |  |  |  |  |  |  |  |  |
|                        |                        |                        |                        |                        |                        |  |  | ES Biterroise (1935-1939)       | ES Biterroise (1935-1939) | ES Biterroise (1935-1939) | ES Biterroise (1935-1939) | ES Biterroise (1935-1939) | ES Biterroise (1935-1939) |  |  | AS Béziers (Omnisport) | AS Béziers (Omnisport) | AS Béziers (Omnisport) | AS Béziers (Omnisport) | AS Béziers (Omnisport) | AS Béziers (Omnisport) |  |  |  |  |  |  |  |  |  |  |  |  |  |  |  |  |
|                        |                        |                        |                        |                        |                        |  |  |                                 |                           |                           |                           |                           |                           |  |  |                        |                        |                        |                        |                        |                        |  |  |  |  |  |  |  |  |  |  |  |  |  |  |  |  |
|                        |                        |                        |                        |                        |                        |  |  | AS Béziers (1939-1990)          |                           |                           |                           |                           |                           |  |  |                        |                        |                        |                        |                        |                        |  |  |  |  |  |  |  |  |  |  |  |  |  |  |  |  |

### Couleurs et maillots
Le Rouge et le bleu sont les couleurs historiques du club omnisports de Béziers[réf. nécessaire].

## Palmarès
Le club bitérois totalise 1 participation en première division nationale et 40 participations en deuxième division nationale.
Le tableau ci-dessous récapitule tous les matches officiels disputés par le club dans les différentes compétitions nationales (excepté les six saisons de guerre de 1939-1940 à 1944-1945) :
| Compétitions nationales                                                                                       | Compétitions régionales |
| - Championnat de France - Meilleur classement : 18e en 1958 - Championnat de France D2 - Vice-champion : 1957 |                         |

L'AS Béziers réalise son plus beau parcours en Coupe de France en 1962, éliminé en quart de finale par l'AS Saint-Étienne, après avoir éliminé le Pau FC, l'AC Ajaccien, l'Olympique lyonnais et le CS Sedan Ardennes, tenant du titre.

## Structures du club
| \| Parc des Sports de Sauclières \| Emplacement des différents · stades à Béziers. |
| Parc des Sports de Sauclières                                                      |

Le stade principal du club était le Parc des Sports de Sauclières. Il est situé sur le Chemin du moulin neuf à Béziers.

## Personnalités

### Entraîneurs
| Nom              | Période        |
| ---------------- | -------------- |
| Jules Dewaquez   | 1933-1934      |
| Jean Jourdan     | 19XX-19XX      |
| Grumbaum         | 19XX-19XX      |
| Istvan Berecz    | 1947-1949      |
| Joseph Azema     | 1949-1950      |
| Curt Keller      | 1950-1951      |
| René Llense      | 1951-1952      |
| André Riou       | 1952-1953      |
| Gaston Plovie    | 1953-1955      |
| Pépi Humpal      | 1955-1958      |
| Marcel Tomazover | 1958-1959      |
| Aimé Nuic        | 1959-1962      |
| Marcel Tomazover | 1962-1964      |
| Brynley Griffith | 1964-Oct. 1964 |

| Nom                | Période              |
| ------------------ | -------------------- |
| Marcel Tomazover   | Oct. 1964-1966       |
| Spajose Nikolic    | 1966-1967            |
| Stanislas Golinski | 1967-1969            |
| Aimé Nuic          | 1969-Oct. 1969       |
| Jean Jean          | Oct. 1969-Nov. 1969  |
| L. Stevanovitch    | Nov. 1969-1970       |
| Hector Maison      | 1970-1971            |
| J-M. Couronne      | 1971-1973            |
| Adolphe Martinez   | 1973-Oct. 1973       |
| Camille Passi      | Oct. 1973-Janv. 1974 |
| Joseph Bonnel      | Janv. 1974-1977      |
| Vojislav Melić     | 1977-1979            |
| José Pelletier     | 1979-Avril 1983      |
| Daniel Armand      | Avril 1983-1983      |

| Nom                 | Période              |
| ------------------- | -------------------- |
| J-P. Destrumelle    | 1983-Avril 1984      |
| Daniel Armand       | 1983-Avril 1984      |
| Jean-Pierre Borgoni | 1984-Nov. 1984       |
| Ange Morra          | Nov. 1984-Janv. 1985 |
| Pavle Dolezar       | Janv. 1985-1986      |
| Robert Vicot        | 1986-Déc. 1986       |
| Daniel Armand       | Déc. 1986-1987       |
| Éric Firoud         | 1987-1988            |
| Daniel Rey          | 1988-Janv. 1990      |
| Garcia              | Janv. 1990-1990      |